# 밴나이즈역 (로스앤젤레스 메트로)
밴나이즈(Van Nuys)역은 로스앤젤레스 메트로 버스웨이의 G선의 역중 하나이다. 남북으로 이동하며 동서 버스 노선을 가로지르는 인접의 밴나이즈 대로(Van Nuys Boulevard)의 이름을 따서 명명되었으며, 샌퍼넌도밸리의 중심부에 있는 로스앤젤레스시의 밴나이즈 근처에 있다. G선은 하루 24시간 운행된다. 역 인근에는 자전거 도로가 있다.
승강장에는 "The New Town"이라고 불리는 록센 록웰의 그림이 그려져 있는데, 이 그림은 개발전의 해당 지역의 밀과 사탕무밭의 예를 나타내고 있다.

## 운행 정보

### 역 구조
| 동행 | G선 | 채츠워스 방면 (세풀베다)   |
| 서행 | G선 | 노스할리우드 방면 (우드먼) |

### 메트로 버스웨이 운행 정보
메트로 버스웨이 G선은 매일 24시간 운행한다.

### 연결 가능한 버스노선
- 메트로 로컬: 154, 233, 237
- 메트로 래피드: 744, 788
- LADOT DASH: Van Nuys/Studio City(밴나이즈/스튜디오 시티)

## 향후 개발
G선 운행개선 프로젝트의 일환으로, 간선을 통과하는 버스 속도와 용량을 증가시키는 것을 목표로, 이 역은 교통의 간섭을 줄이기 위해 입체교차로 교량에 재건될 계획이다.
밴나이즈역은 2028년 이스트 샌페르난도 밸리 트랜짓 코리더 경전철의 남쪽 종착역으로 사용된다. 2018년 6월, 메트로 직원들은 이 노선을 따라가는 경전철을 선호하는 교통 수단으로 추천했다. 이 노선은 암트랙과 메트로링크의 밴나이즈역, 북쪽으로 실마르/샌페르난도 메트로링크역까지 연결된다. 또한 세풀베다 패스 트랜싯 코리더 운행이 역에 연결될 수 있다.